# Eingeschnittenes Bartkelchmoos
Das Eingeschnittene Bartkelchmoos (Calypogeia fissa) ist ein Lebermoos aus der Familie Calypogeiaceae in der Ordnung Jungermanniales.

## Erkennungsmerkmale
Das Eingeschnittene Bartkelchmoos wächst in niederliegenden, blassgrünen Rasen, deren einzelne Triebe bis 4 Millimeter breit und bis 5 Zentimeter lang werden. Die locker dachziegelig anliegenden Flankenblätter sind eiförmig und kurz oberhalb der Basis am breitesten. Die zurückgebogenen Blattspitzen sind meist kurz spitzwinkelig eingeschnitten und dadurch zweizähnig, manchmal aber auch nur einfach zugespitzt bis schmal abgerundet. Die dünnwandigen, sechseckigen Laminazellen sind in der Blattmitte etwa 35 bis 50 µm mal 40 bis 60 µm groß und enthalten 4 bis 8 wasserhelle, ovale Ölkörper. Die Unterblätter sind oft kaum breiter als das Stämmchen, nicht selten aber auch bis etwa 2,5 mal so breit wie dieses. Sie sind bis 1/2 oder 3/4 ihrer Länge in zwei dreieckig-eiförmige Lappen geteilt, deren Außenränder oft mit einem Zahn oder Höcker versehen sind. Das Moos ist monözisch, es fruchtet eher selten. Brutkörper sind oft vorhanden, sie sind oval bis ellipsoidisch und 24 bis 42 µm groß.

## Standortansprüche und Vorkommen
Das kalkmeidende Lebermoos wächst auf lehmiger Erde in Schluchten und an Böschungen an lichten bis schattigen, frischen Standorten in Wäldern, selten an sumpfigen Stellen und in Mooren.
In Europa ist es als mediterran-ozeanische Art vom Tiefland bis in untere Gebirgslagen verbreitet. Weitere Vorkommen gibt es in Asien, Afrika und Nordamerika.